# Ashita wa Ashita no Kimi ga Umareru
Singles de Chocolove from AKB48
Mail no Namida
(29 août 2007)
Ashita wa Ashita no Kimi ga Umareru (明日は明日の君が生まれる) est le premier single du trio japonais Chocolove from AKB48.

## Détails
Le single sort le 6 juin 2007 sur le label Universal Music Japan, en plusieurs éditions avec des couvertures différentes : en trois éditions régulières notées A, B et C, et en une édition limitée CD+DVD (avec un DVD en supplément) ; chaque édition contient en supplément une version remixée de la chanson-titre différente (interprétée en solo par chacune des membres sur les éditions régulières). Le single atteint la 18e place du classement des ventes de l'Oricon, et reste classé pendant trois semaines.
La chanson-titre a par la suite servi de générique de fin à la série anime The Skull Man, puis figure comme première piste dans l'album Dessert qui sort fin 2007. La chanson en « face B », Chocolate, interprétée par les trois membres en même temps sur le single, figure aussi dans l'album mais dans trois versions différentes interprétées en solo par les chanteuses du groupe.

## Liste des titres
CD de l'édition régulière A
| No | Titre                                                                         | Interprètes    | Durée |
| -- | ----------------------------------------------------------------------------- | -------------- | ----- |
| 1. | Ashita wa Ashita no Kimi ga Umareru (明日は明日の君が生まれる)                |                | 4:27  |
| 2. | Chocolate (チョコレート)                                                      |                | 3:26  |
| 3. | Ashita wa Ashita no Kimi ga Umareru (Rina mix) (明日は明日の君が生まれる)     | Rina Nakanishi |       |
| 4. | Ashita wa Ashita no Kimi ga Umareru (instrumental) (明日は明日の君が生まれる) |                |       |

CD de l'édition régulière B
| No | Titre                                                                         | Interprètes    | Durée |
| -- | ----------------------------------------------------------------------------- | -------------- | ----- |
| 1. | Ashita wa Ashita no Kimi ga Umareru (明日は明日の君が生まれる)                |                | 4:27  |
| 2. | Chocolate (チョコレート)                                                      |                | 3:26  |
| 3. | Ashita wa Ashita no Kimi ga Umareru (Sayaka Mix) (明日は明日の君が生まれる)   | Sayaka Akimoto |       |
| 4. | Ashita wa Ashita no Kimi ga Umareru (instrumental) (明日は明日の君が生まれる) |                |       |

CD de l'édition régulière C
| No | Titre                                                                         | Interprètes  | Durée |
| -- | ----------------------------------------------------------------------------- | ------------ | ----- |
| 1. | Ashita wa Ashita no Kimi ga Umareru (明日は明日の君が生まれる)                |              | 4:27  |
| 2. | Chocolate (チョコレート)                                                      |              | 3:26  |
| 3. | Ashita wa Ashita no Kimi ga Umareru (Sae mix) (明日は明日の君が生まれる)      | Sae Miyazawa |       |
| 4. | Ashita wa Ashita no Kimi ga Umareru (instrumental) (明日は明日の君が生まれる) |              |       |

CD de l'édition limitée
| No | Titre                                                                          | Durée |
| -- | ------------------------------------------------------------------------------ | ----- |
| 1. | Ashita wa Ashita no Kimi ga Umareru (明日は明日の君が生まれる)                 | 4:27  |
| 2. | Chocolate (チョコレート)                                                       | 3:26  |
| 3. | Ashita wa Ashita no Kimi ga Umareru (Chocolove mix) (明日は明日の君が生まれる) |       |
| 4. | Ashita wa Ashita no Kimi ga Umareru (instrumental) (明日は明日の君が生まれる)  |       |

DVD de l'édition limitée
| No | Titre                                                               | Durée |
| -- | ------------------------------------------------------------------- | ----- |
| 1. | Ashita wa Ashita no Kimi ga Umareru (PV) (明日は明日の君が生まれる) |       |
| 2. | Making                                                              |       |
| 3. | Recording Offshot                                                   |       |